# Université du Nord de l'Arizona
L'université du Nord de l'Arizona (en anglais : Northern Arizona University ou NAU) est une université publique située à Flagstaff en Arizona aux États-Unis. 